# Sanchi
|  | Per a altres significats, vegeu «MV Sanchi». |

Sanchi és una ciutat del districte de Raisen a l'estat de Madhya Pradesh. Situada a 46 km al nord-est de Bhopal (ciutat) a 23° 29′ N, 77° 44′ E / 23.48°N,77.73°E, se la coneix a nivell mundial pel seu complex de monuments budistes. Té una població (cens del 2001) de 6.785 habitants.

## Monuments budistes
La fundació s'atribueix a Asoka el gran, emperador de la dinastia Maurya durant el s. III aC. És un dels conjunts fets en pedra més antics de tota en Índia i conté diversos monuments budistes datats entre els segles iii aC i el XII dC. Destaquem el stupa número 1, també conegut com a gran stupa, patrocinat pel mateix Asoka. Les edificacions foren redescobertes pel general Taylor el 1818 i descrites pel capità Fell el 1819; diversos arqueòlegs o historiadors ven escriure sobre el lloc: A. Cunningham, Bhilsa Topes (1854); J. Fergusson, Tree and Serpent-Worship (1868 i 1873); i F. C. Maisey, Sanchi and its Remains (1892). El 1828 l'agent polític a Bhopal, Maddock, i el capità Johnson, el seu ajudant, van fer un examen acurat de les restes, però les van damnar per falta de coneixements; fins al 1881 el lloc va veure la presència d'arqueòlegs aficionats i de caça tresors. El 1868 Napoleó III va escriure a la begum i li va demanar una de les portes com a regal però el govern de l'Índia va refusar l'entrega i només va enviar motllos de guix (també se'n van enviar als museus de South Kensington a Londres, al de Dublín, al d'Edimburg i altres). El 1882 es va començar a arranjar la gran stupa i el lloc va passar sota control del director general d'arqueologia per mitjà d'una concessió anual del darbar del Principat de Bhopal. Les estructures foren restaurades entre 1912 i 1919 sota supervisió de l'arqueòleg John Marshall. El conjunt va ser inclòs a la llista de Patrimoni de la Humanitat el 1989.

## Galeria

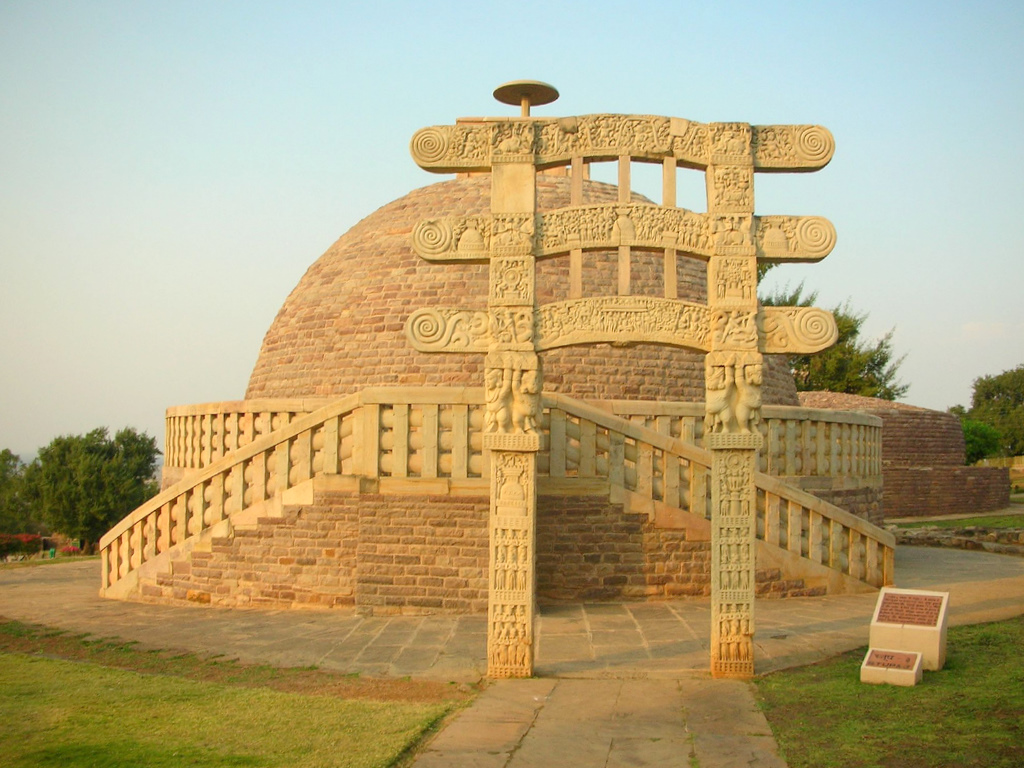
Stupa nº 3, Sanchi.
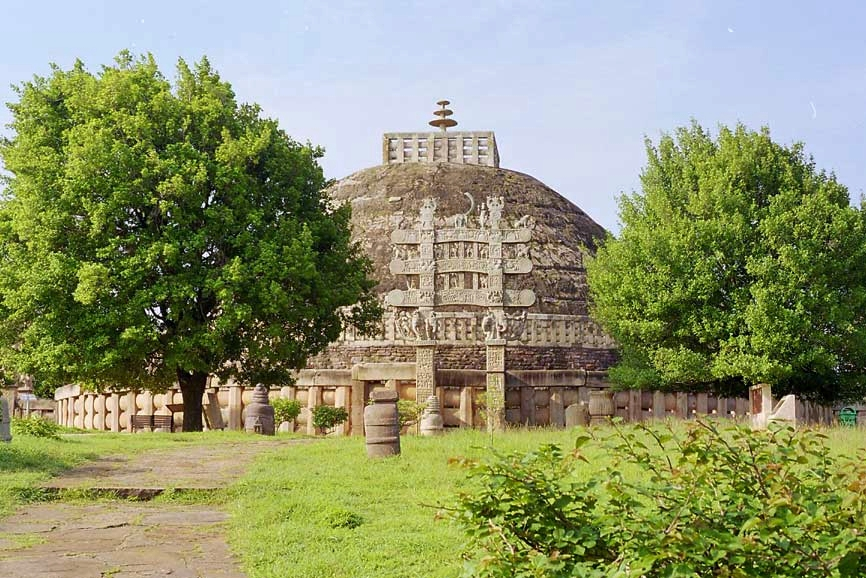
Sanchi, 2003.
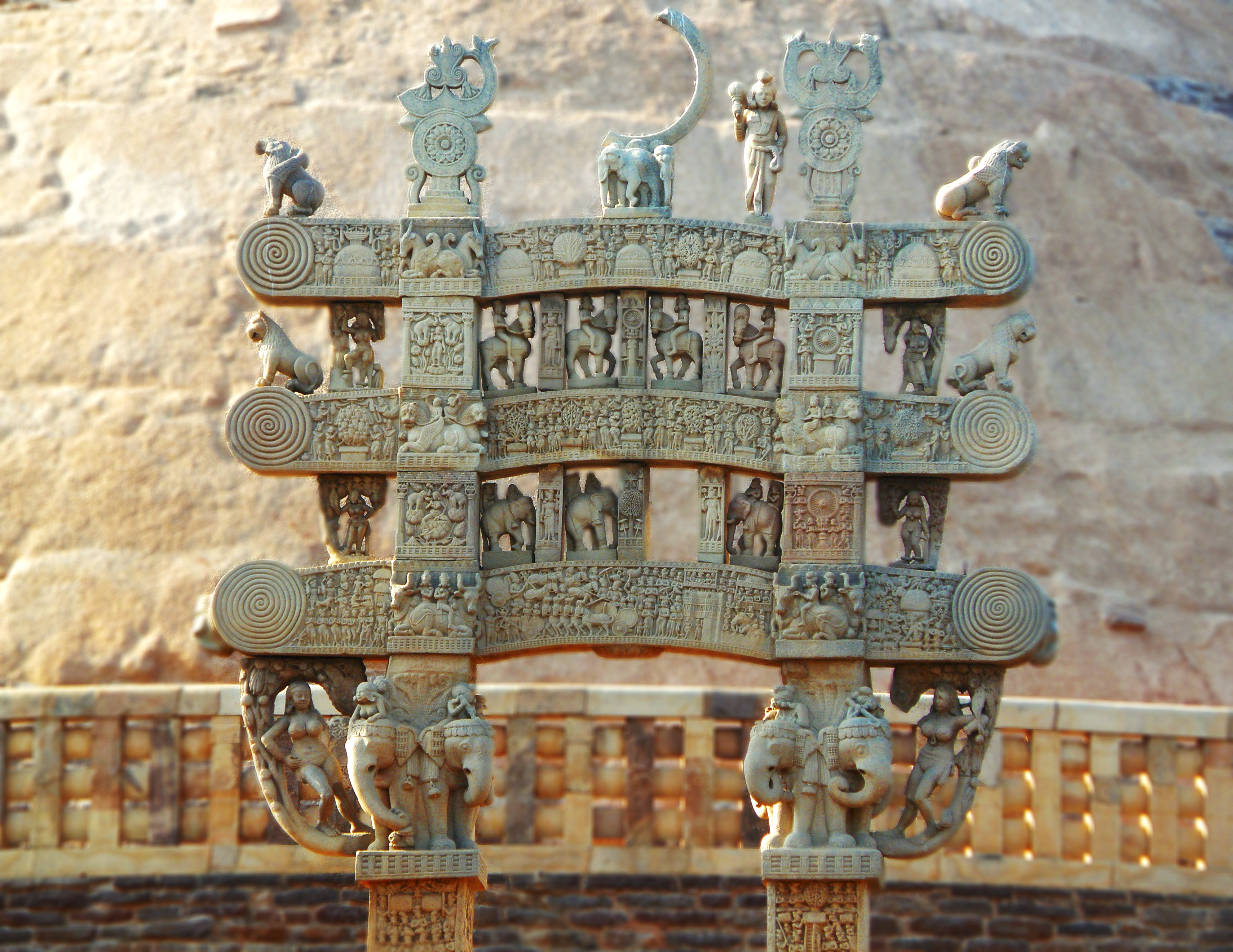
Porta nord de la stupa de Sanchi Stupa del segle iii aC.
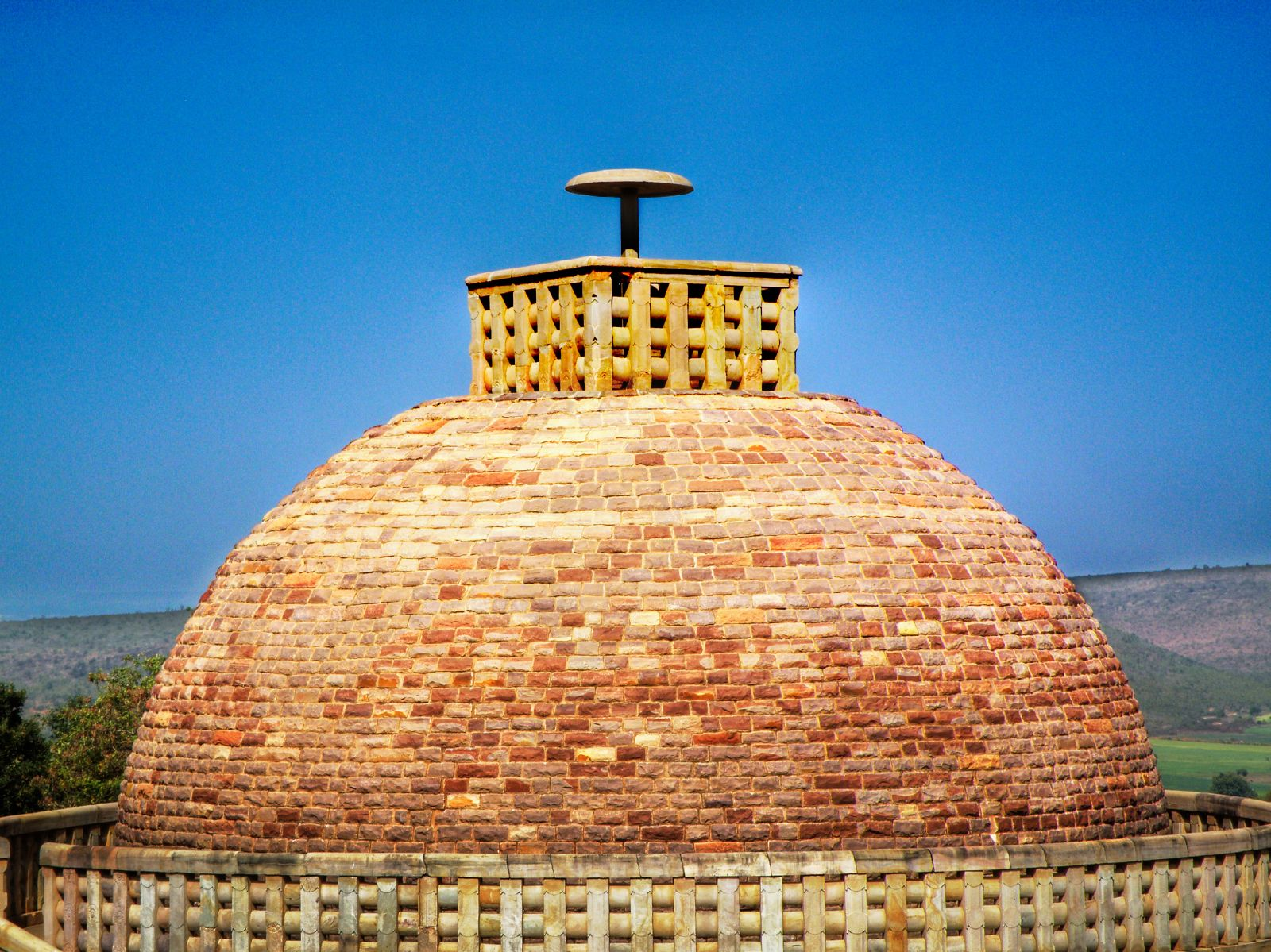
Stupa dels deixebles de Buda, Sanchi.
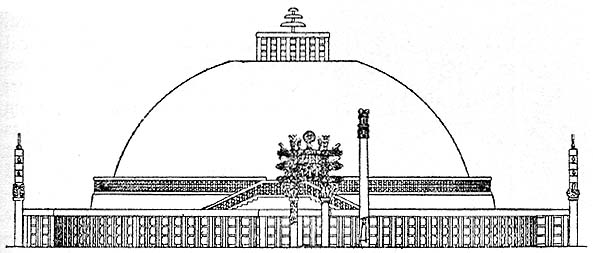
Dissemy de la gran stupa a Sanchi.
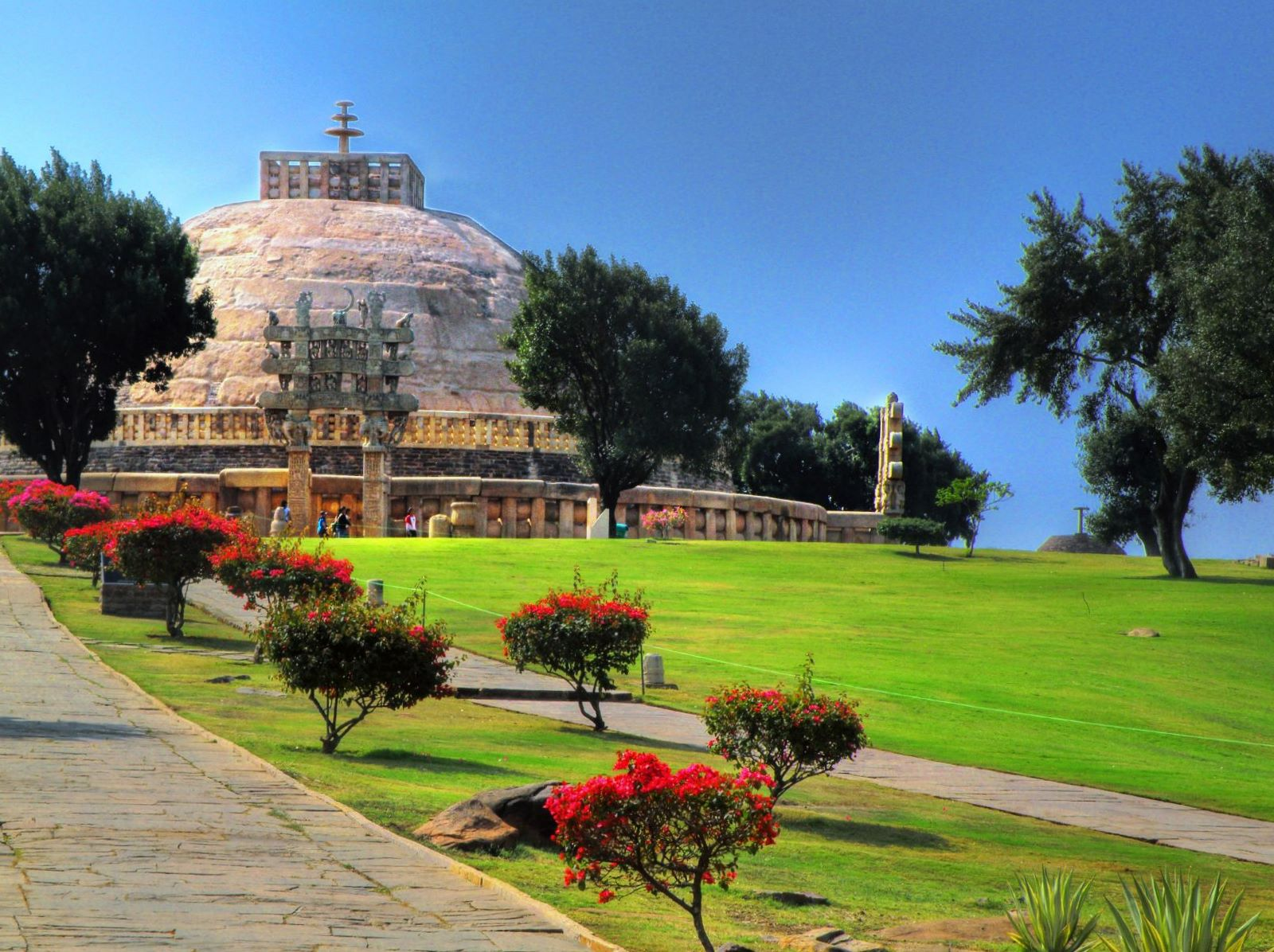
Sanchi, jardins restauarats, 2009.
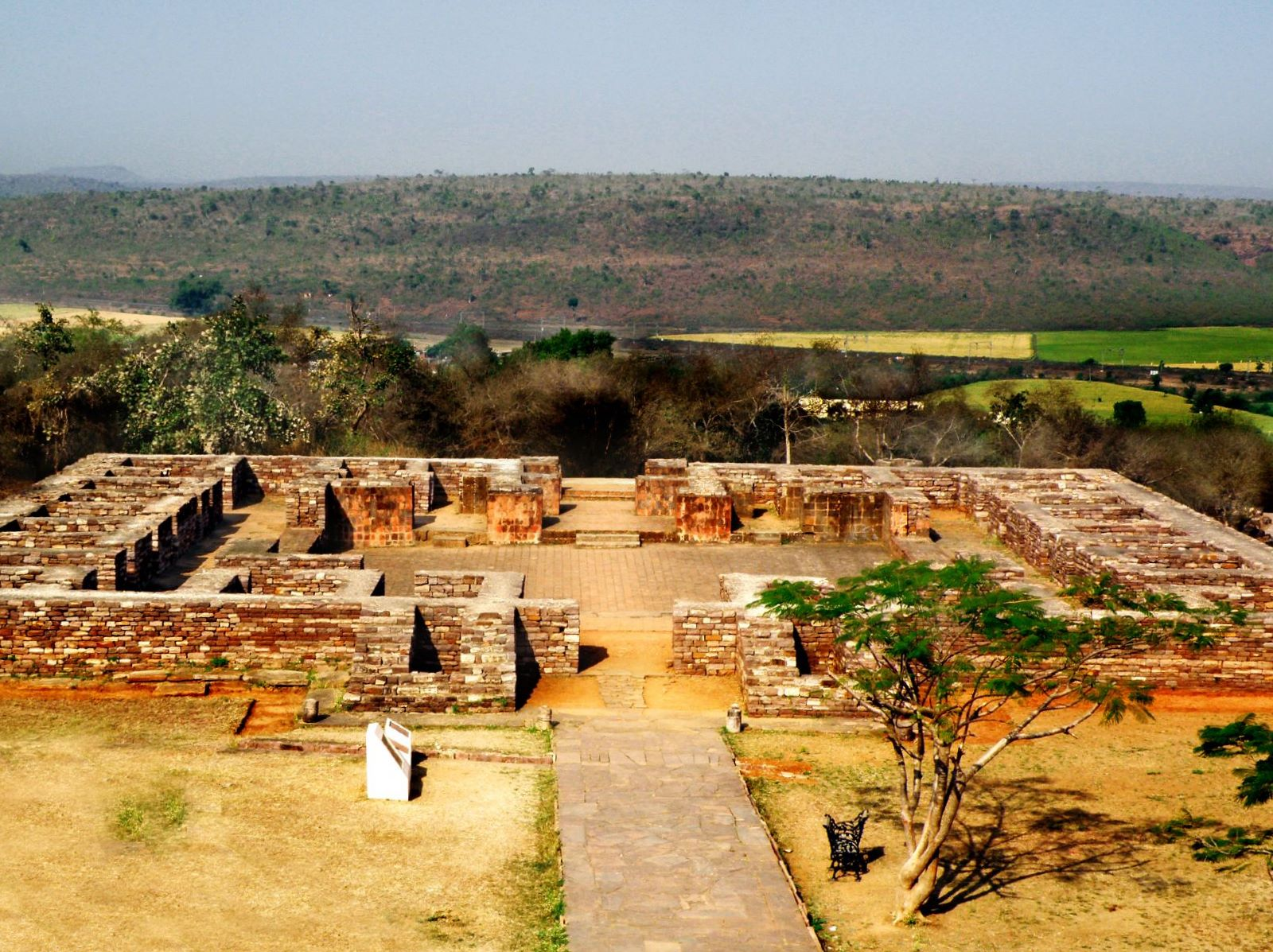
Monestir budista a Sanchi
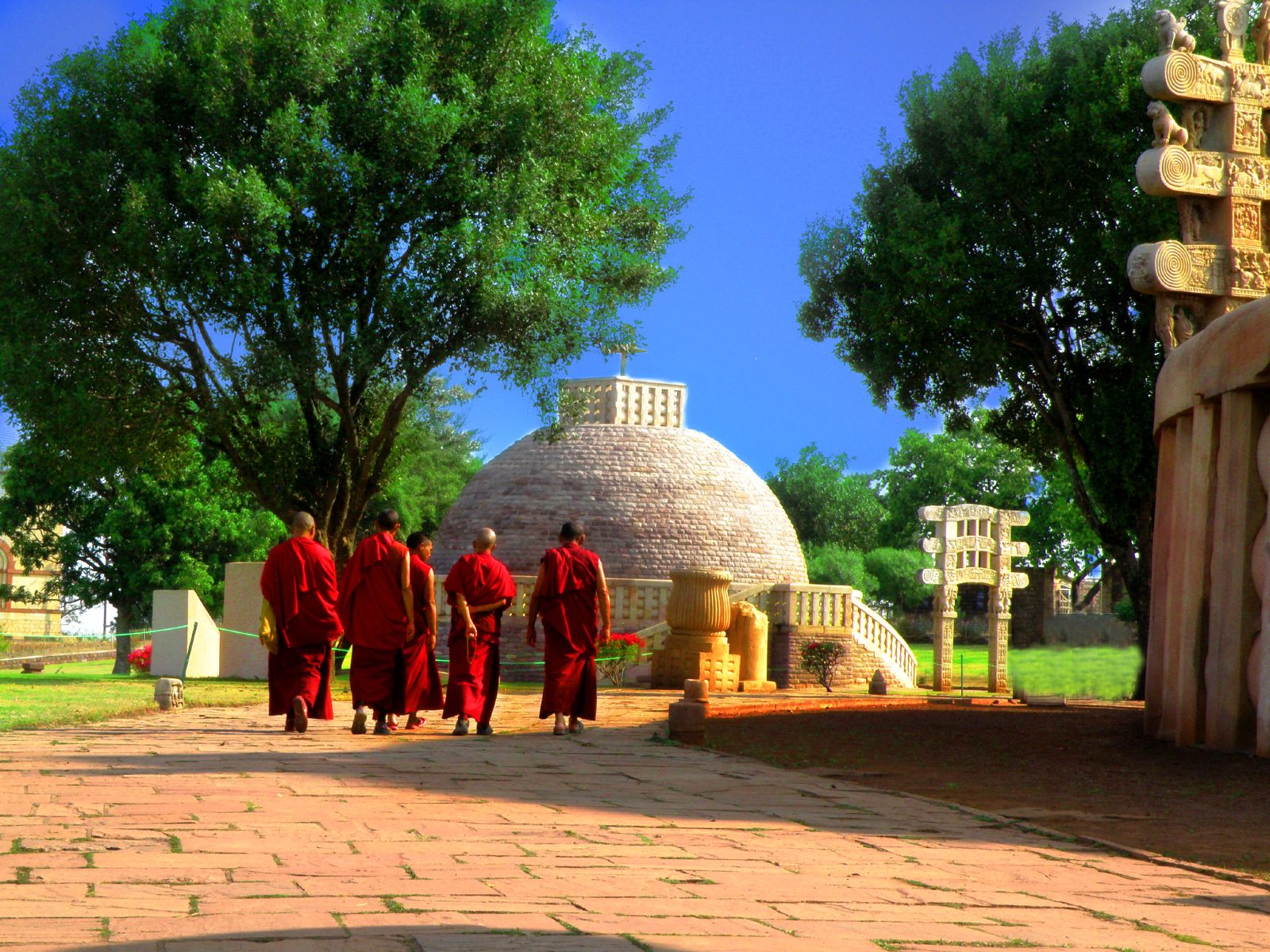
Monjos visitants la stupa de Sanchi.